# Håkan Lindhoff
Håkan Lindhoff, född 1944, är en svensk civilekonom och universitetslektor i medie- och kommunikationsvetenskap vid Stockholms universitet, Institutionen för journalistik, medier och kommunikation (JMK).
Lindhoff är utbildad vid Handelshögskolan i Stockholm och anställd vid Stockholms universitet sedan 1979. Hans forskning har bland annat varit inriktad på Kinas ekonomi, masskommunikation, annonsering och reklam.